# Campeonato Mundial de Halterofilismo de 2013 - Até 69 kg feminino
A categoria até 69 kg feminino foi um evento do Campeonato Mundial de Halterofilismo de 2013, disputado no Salão do Centenário, em Breslávia, na Polónia, entre 23 e 24 de outubro de 2013. 

## Calendário
Horário local (UTC+2)
| Dia           | Horário | Fase    |
| ------------- | ------- | ------- |
| 23 de outubro | 12:00   | Grupo C |
| 24 de outubro | 10:00   | Grupo B |
| 24 de outubro | 16:55   | Grupo A |

## Medalhistas
| Evento    | Ouro               | Ouro   | Prata                  | Prata  | Bronze                 | Bronze |
| --------- | ------------------ | ------ | ---------------------- | ------ | ---------------------- | ------ |
| Arranque  | Xiang Yanmei (CHN) | 123 kg | Ryo Un-hui (PRK)       | 119 kg | Oxana Slivenko (RUS)   | 118 kg |
| Arremesso | Xiang Yanmei (CHN) | 148 kg | Dzina Sazanavets (BLR) | 143 kg | Ryo Un-hui (PRK)       | 143 kg |
| Total     | Xiang Yanmei (CHN) | 271 kg | Ryo Un-hui (PRK)       | 262 kg | Dzina Sazanavets (BLR) | 259 kg |

## Recordes
Antes desta competição, o recorde mundial da prova era o seguinte:
| Recorde         | Tipo      | Atleta               | Peso   | Local         | Data                   |
| Recorde Mundial | Arranque  | Oxana Slivenko (RUS) | 123 kg | Santo Domingo | 4 de outubro de 2006   |
| Recorde Mundial | Arremesso | Zarema Kasaeva (RUS) | 157 kg | Doha          | 13 de novembro de 2005 |
| Recorde Mundial | Total     | Oxana Slivenko (RUS) | 276 kg | Chiang Mai    | 24 de setembro de 2007 |

## Resultado
Os resultados foram os seguintes. 
| Pos.              | Atleta                        | Grupo | Peso  | Arranque (kg) | Arranque (kg) | Arranque (kg) | Arranque (kg)     | Arremesso (kg) | Arremesso (kg) | Arremesso (kg) | Arremesso (kg)    | Total |
| Pos.              | Atleta                        | Grupo | Peso  | 1             | 2             | 3             | Resultado         | 1              | 2              | 3              | Resultado         | Total |
| ----------------- | ----------------------------- | ----- | ----- | ------------- | ------------- | ------------- | ----------------- | -------------- | -------------- | -------------- | ----------------- | ----- |
| Medalha de ouro   | Xiang Yanmei (CHN)            | A     | 68.51 | 117           | 120           | 123           | Medalha de ouro   | 145            | 148            | 148            | Medalha de ouro   | 271   |
| Medalha de prata  | Ryo Un-hui (PRK)              | A     | 68.67 | 115           | 118           | 119           | Medalha de prata  | 143            | 143            | 147            | Medalha de bronze | 262   |
| Medalha de bronze | Dzina Sazanavets (BLR)        | A     | 68.27 | 111           | 116           | 119           | 4                 | 138            | 143            | 146            | Medalha de prata  | 259   |
| 4                 | Oxana Slivenko (RUS)          | A     | 68.24 | 110           | 115           | 118           | Medalha de bronze | 140            | 140            | 144            | 4                 | 258   |
| 5                 | Svetlana Shimkova (RUS)       | A     | 68.27 | 105           | 110           | 114           | 5                 | 130            | 135            | 139            | 5                 | 245   |
| 6                 | Leydi Solís (COL)             | A     | 68.70 | 100           | 105           | 105           | 8                 | 125            | 130            | 135            | 6                 | 240   |
| 7                 | Mercedes Pérez (COL)          | A     | 67.92 | 100           | 100           | 105           | 7                 | 130            | 135            | 135            | 7                 | 235   |
| 8                 | Nadiya Myronyuk (UKR)         | A     | 68.83 | 104           | 106           | 106           | 9                 | 124            | 128            | 132            | 9                 | 232   |
| 9                 | Zhazira Zhapparkul (KAZ)      | B     | 68.05 | 98            | 103           | 105           | 10                | 123            | 128            | 128            | 8                 | 231   |
| 10                | Manzurakhon Mamasalieva (UZB) | B     | 68.08 | 95            | 99            | 99            | 11                | 122            | 122            | 127            | 10                | 226   |
| 11                | Martha Malla (ECU)            | C     | 68.52 | 90            | 94            | 97            | 12                | 115            | 120            | 124            | 11                | 217   |
| 12                | Dayana Chirinos (VEN)         | B     | 68.22 | 95            | 95            | 95            | 15                | 115            | 118            | 120            | 12                | 213   |
| 13                | Jenny Arthur (USA)            | B     | 68.64 | 95            | 99            | 99            | 16                | 117            | 117            | 123            | 13                | 212   |
| 14                | Liliane Menezes (BRA)         | B     | 68.79 | 90            | 90            | 94            | 19                | 117            | 121            | 121            | 14                | 211   |
| 15                | Solenny Villasmil (VEN)       | B     | 64.36 | 94            | 97            | 97            | 17                | 116            | 116            | 119            | 15                | 210   |
| 16                | Marie-Josée Arès-Pilon (CAN)  | C     | 68.02 | 92            | 94            | 96            | 13                | 112            | 112            | 114            | 16                | 210   |
| 17                | Allie Henry (USA)             | C     | 68.17 | 92            | 96            | 99            | 14                | 108            | 112            | 114            | 18                | 208   |
| 18                | Natasha Perdue (GBR)          | C     | 68.62 | 87            | 91            | 94            | 18                | 105            | 110            | 115            | 21                | 204   |
| 19                | Mariya Khlyan (UKR)           | B     | 68.66 | 89            | 91            | 91            | 21                | 106            | 109            | 112            | 19                | 203   |
| 20                | Sümeyye Kentli (TUR)          | B     | 67.31 | 85            | 89            | 91            | 22                | 110            | 113            | 115            | 17                | 202   |
| 21                | Assiya İpek (TUR)             | C     | 67.12 | 87            | 91            | 93            | 20                | 103            | 108            | 110            | 20                | 201   |
| 22                | Sofía Angulo (ECU)            | C     | 68.40 | 82            | 82            | 87            | 23                | 105            | 105            | 110            | 23                | 192   |
| 23                | Anastassiya Khalikova (KAZ)   | C     | 66.66 | 75            | 80            | 85            | 24                | 95             | 100            | 105            | 22                | 185   |
| 24                | Anni Vuohijoki (FIN)          | C     | 68.61 | 76            | 79            | 82            | 25                | 97             | 102            | 103            | 24                | 176   |
| —                 | Maryna Shkermankova (BLR)     | A     | 67.93 | 108           | 113           | 113           | 6                 | 135            | 140            | 140            | —                 | —     |